# ビクトル・プア
ビクトル・アロルド・プア・ソサ（Víctor Haroldo Púa Sosa, 1956年5月31日 - ）は、ウルグアイ・タクアレンボー県パソ・デ・ロス・トロス出身の元サッカー選手。現サッカー指導者。

## 経歴
1997 FIFAワールドユース選手権でU-20ウルグアイ代表を監督として準優勝に導いた。
コパ・アメリカ1999ではウルグアイ代表監督に任命され、またも準優勝となった。2001年には更迭されたダニエル・パサレラに代わって再びウルグアイ代表監督に就任。2002 FIFAワールドカップ・南米予選では5位に終わったものの、オセアニアとの大陸間プレーオフでオーストラリア代表を破り本大会出場を決めた。
2004年にはアルゼンチン・プリメーラ・ディビシオンに所属するCAロサリオ・セントラルの監督に就任したが、わずか2試合で辞任した。